# Idea iasonia
Idea iasonia – gatunek motyla z rodziny rusałkowatych, podrodziny danaidowatych, występujący endemicznie na Cejlonie. Spotykany jest w wilgotnych i suchych biotopach Cejlonu, w dwóch różnych odmianach. Jest największym znanym przedstawicielem podrodziny Danaidae. Uwzględniony na liście IUCN jako gatunek podwyższonego ryzyka (NT). Angielska nazwa tego gatunku to Ceylon Tree Nymph.

## Historia
Pierwszy opis tego motyla pozostawił angielski entomolog John Westwood, który nadał mu nazwę Hestia iasonia. Przez długi czas entomolodzy uważali go za wyspową odmianę Idea lynceus, wschodnioazjatyckiego gatunku.

## Opis
Imagines mają rozpiętość skrzydeł 110–155 mm, co czyni z nich największych przedstawicieli podrodziny występujących na Cejlonie. Obie pary skrzydeł mają podobna barwę i wzór. Samice mają większe i szersze skrzydła niż samce. Powierzchnia nośna skrzydeł jest na tyle duża w porównaniu z wagą motyla, że pozwala mu na lot przy minimalnym wydatku energii.